# Grup de la baddeleyita
El grup de la baddeleyita és un grup de minerals de la classe dels òxids. El grup està format per dues espècies: la baddeleyita, un òxid de zircó que dona nom al grup, i l'akaogiïta, un polimorf de TiO₂ resultant de l'impacte d'alta pressió en un cràter de meteorits. Les dues espècies cristal·litzen en el sistema monoclínic.
| Espècie     | Fórmula |
| ----------- | ------- |
| Akaogiïta   | TiO₂    |
| Baddeleyita | ZrO₂    |

Segons la classificació de Nickel-Strunz, les dues espècies que integren el grup de la baddeleyita pertanyen a "04.DE: Òxids i hidròxids amb proporció Metall:Oxigen = 1:2 i similars, amb cations de mida mitjana; amb diversos poliedres» juntament amb els següents minerals: koragoïta, koechlinita, russel·lita, tungstibita, tel·lurita, paratel·lurita, bismutotantalita, bismutocolumbita, cervantita, estibiotantalita, estibiocolumbita i clinocervantita.
Als territoris de parla catalana ha estat descrita la baddeleyita únicament a les mines de Costabona, a la localitat de Prats de Molló i la Presta (Vallespir).